# Farní sbor Českobratrské církve evangelické v Krabčicích
Farní sbor Českobratrské církve evangelické v Krabčicích je územní sbor Českobratrské církve evangelické v Krabčicích. Je jedním ze sborů, které tvoří Ústecký seniorát. Bohoslužby se konají pravidelně každou neděli od 10:30 v novorenesančním kostele z roku 1885.
Faráři jsou Martina V. Šeráková a bývalý synodní senior ČCE Joel Ruml, kurátorkou sboru je Anna Beranová.
V obci působí také středisko Diakonie Českobratrské církve evangelické, která zde provozuje Domov odpočinku ve stáří, zvláště i pro osoby s Alzheimerovou chorobou.

## Historie

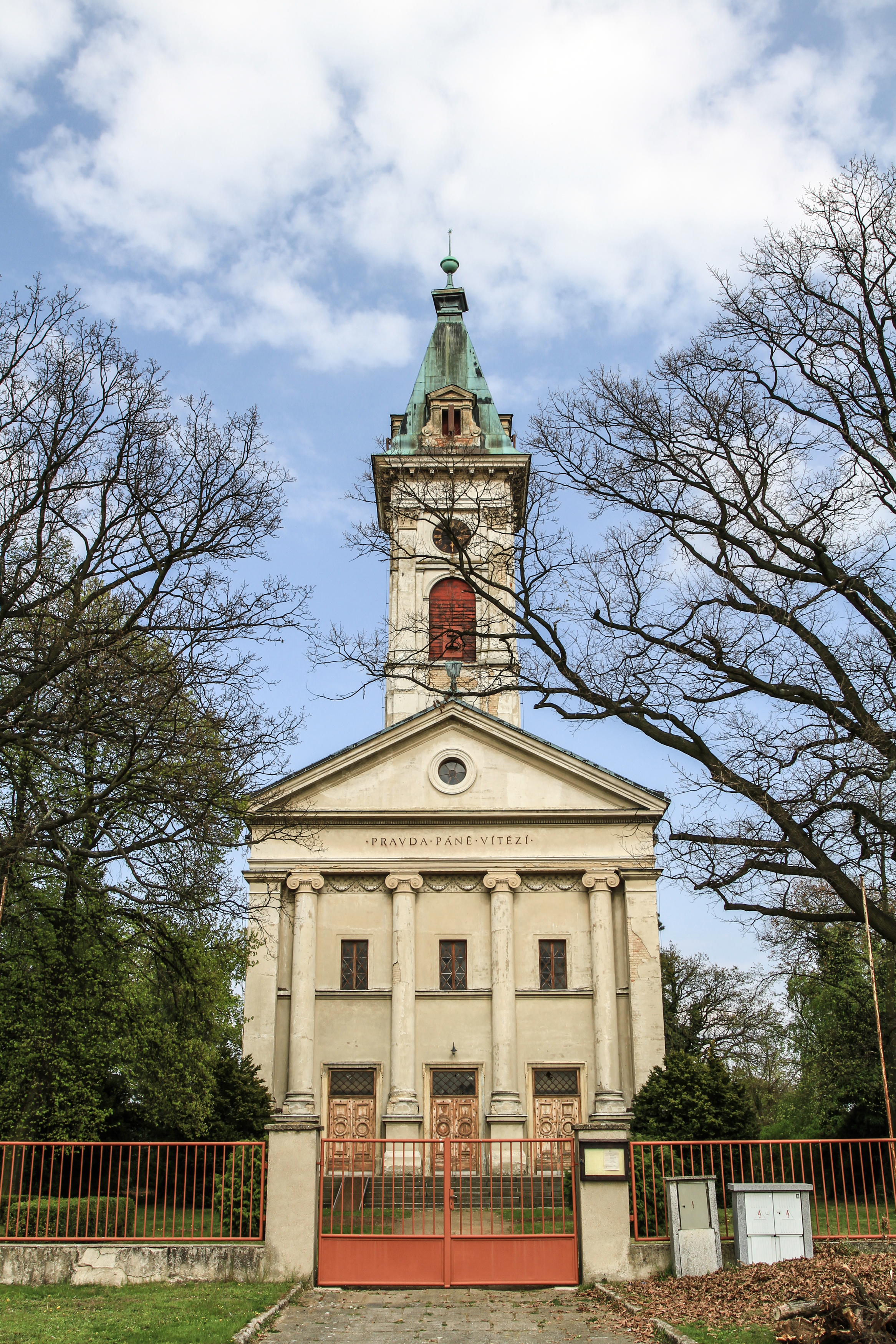
Evangelický kostel v Krabčicích

Po vydání tolerančního patentu byly v Krabčicích ustaveny dva nekatolické sbory (pastoráty): kalvinistický (helvétského vyznání) a luterský (augsburského vyznání), který se pak v roce 1856 přestěhoval do nedalekých Libkovic. Roku 1790 byla postavena původní toleranční modlitebna, která byla roku 1885 nahrazena současným kostelem. Sbor se zdárně rozvíjel, evangelíků přibývalo, přímo z Krabčic bylo založeno několik okolních evangelických sborů (např. v Lounech, Trnovanech u Teplic či Krásném Březně u Ústí nad Labem). Farář Václav Šubert zařídil při sboru opatrovnu dětí, z níž se vyvinul pozdější známý diakonický krabčický ústav. Ještě ve 30. letech 20. století čítal zdejší evangelický sbor asi 6 500 členů. Od poloviny 20. století upadá.

### Faráři sboru
- Štěpán Szeremley (1785–1789)
- Václav Šubert (1862–1885)
- Adolf Chlumský
- Gustav Šoltész
- Eduard Gustav Adolf Molnár (1890–1913)
- Bedřich Jerie (1913–1920)
- Jan Řezníček (1919–1920)
- Adolf Novotný (1937–1945)
- Ladislav Vrba (1945–1964)
- Jan Opočenský (1982–1990)
- Miroslav Erdinger (1991–1998)
- jáhen Hynek Schuster (1993–1995)
- Johana Zbořilová (2001–2006)
- Jan Kupka (2008–2014)
- Martina V. Šeráková (2016–)
- Joel Ruml (2021–)